# تصادم (فلم)
تصادم (بالإنجليزية: Crash) هو فيلم دراما حاصل على جوائز أكاديمية من إخراج بول هاغيس. عرض أول مرة في تورونتو في سبتمبر عام 2004، ثم عرض عالمياً في العام التالي. الفيلم من بطولة ساندرا بولوك (جين)، ودون تشيدل (غراهام)، ومات ديلون (الضابط رايان)، وجينيفر إسبوسيتو (ريا). حصل الفيلم على ثلاث جوائز أكاديمية في عام 2005، من بينها جائزة أوسكار لأفضل فيلم. قصة الفيلم تدور حول أحداث تصادمين للسيارات، وسرقة سيارات، وإطلاق نار على ضابط بشكل مجهول في مدينة لوس أنجليس.

## ملخص الفيلم
تدور أحداث الفيلم حول عدة شخصيات تعيش في لوس أنجلوس، ويصف حالاتهم خلال 36 ساعة حيث يجمعهم سوية من خلال حادث سيارة وإطلاق نار ومصالح مشتركة.
يصور الفيلم معظم شخصياته على أنها متأذية من (العنصرية) لذلك فإنها تتورط بالمشاكل التي تدفعهم لاختبار تحيزاتهم. من خلال ردود فعل هذه الشخصيات يحاول الفيلم أن يصور ويمتحن التوتر العنصري في الولايات المتحدة الأمريكية.

## وصلات خارجية
- مقالات تستعمل روابط فنية بلا صلة مع ويكي بيانات
- الموقع الرسمي نسخة محفوظة 14 أبريل 2005 على موقع واي باك مشين.
- الفيلم في موقع IMDb

| سبقه فتاة المليون دولار | أوسكار - أفضل فيلم 2005 | تبعه المغادرون |